# 北上・みちのく芸能まつり

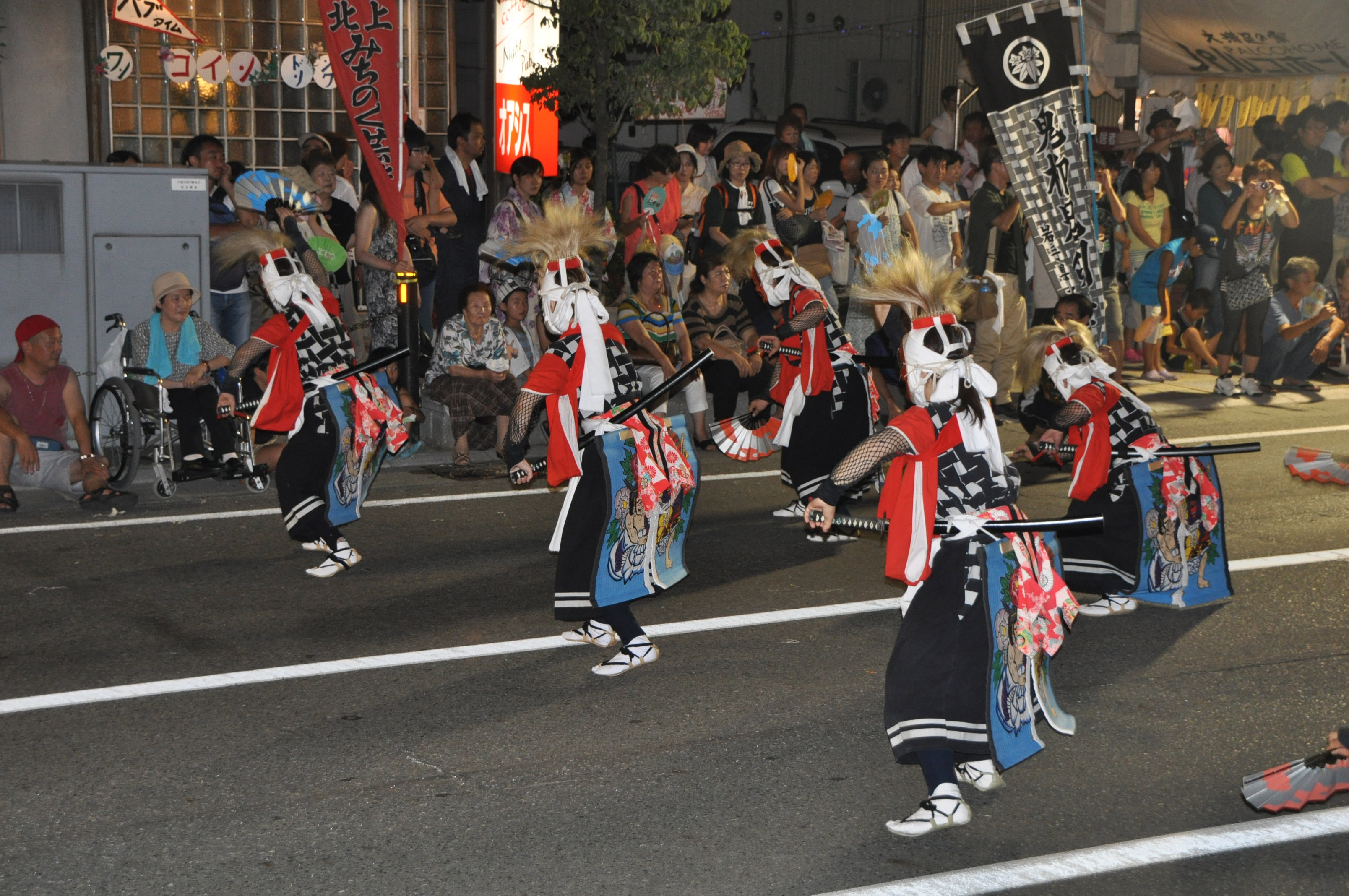
北上市を代表する鬼剣舞（北上・みちのく芸能まつり2012で）

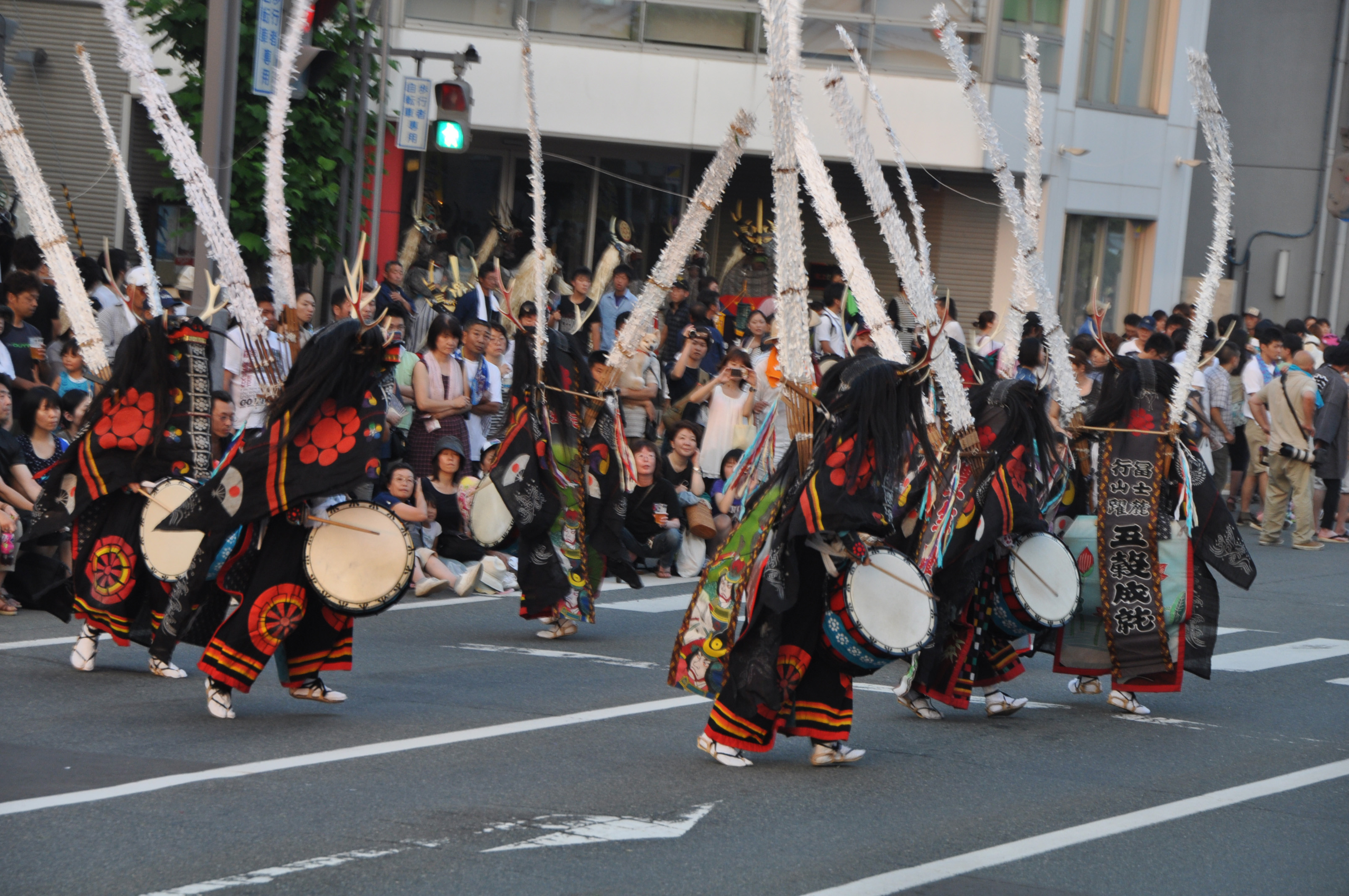
北上・みちのく芸能まつりで一関市大東町の行山流鹿踊

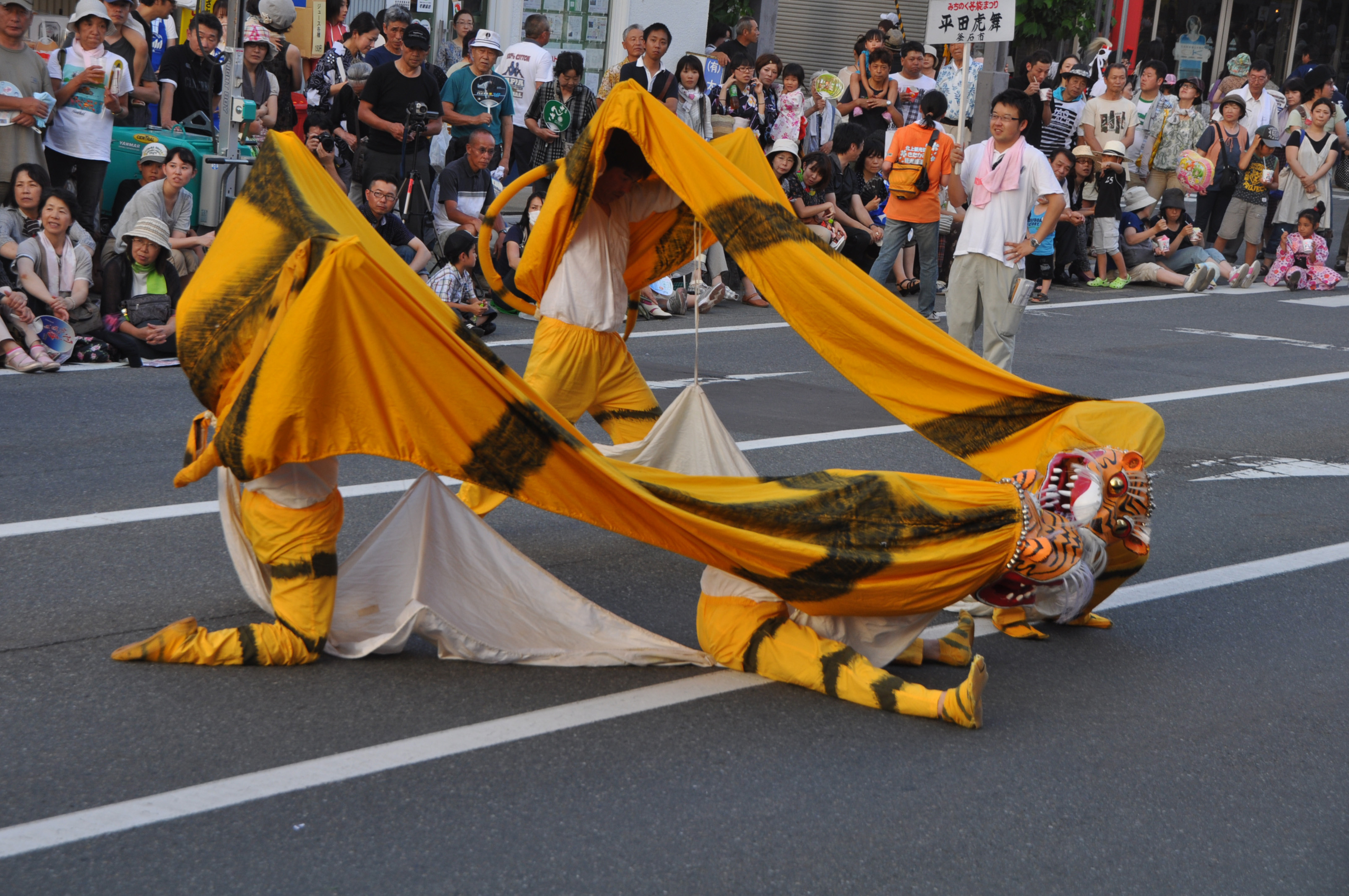
北上・みちのく芸能まつりで釜石市の虎舞

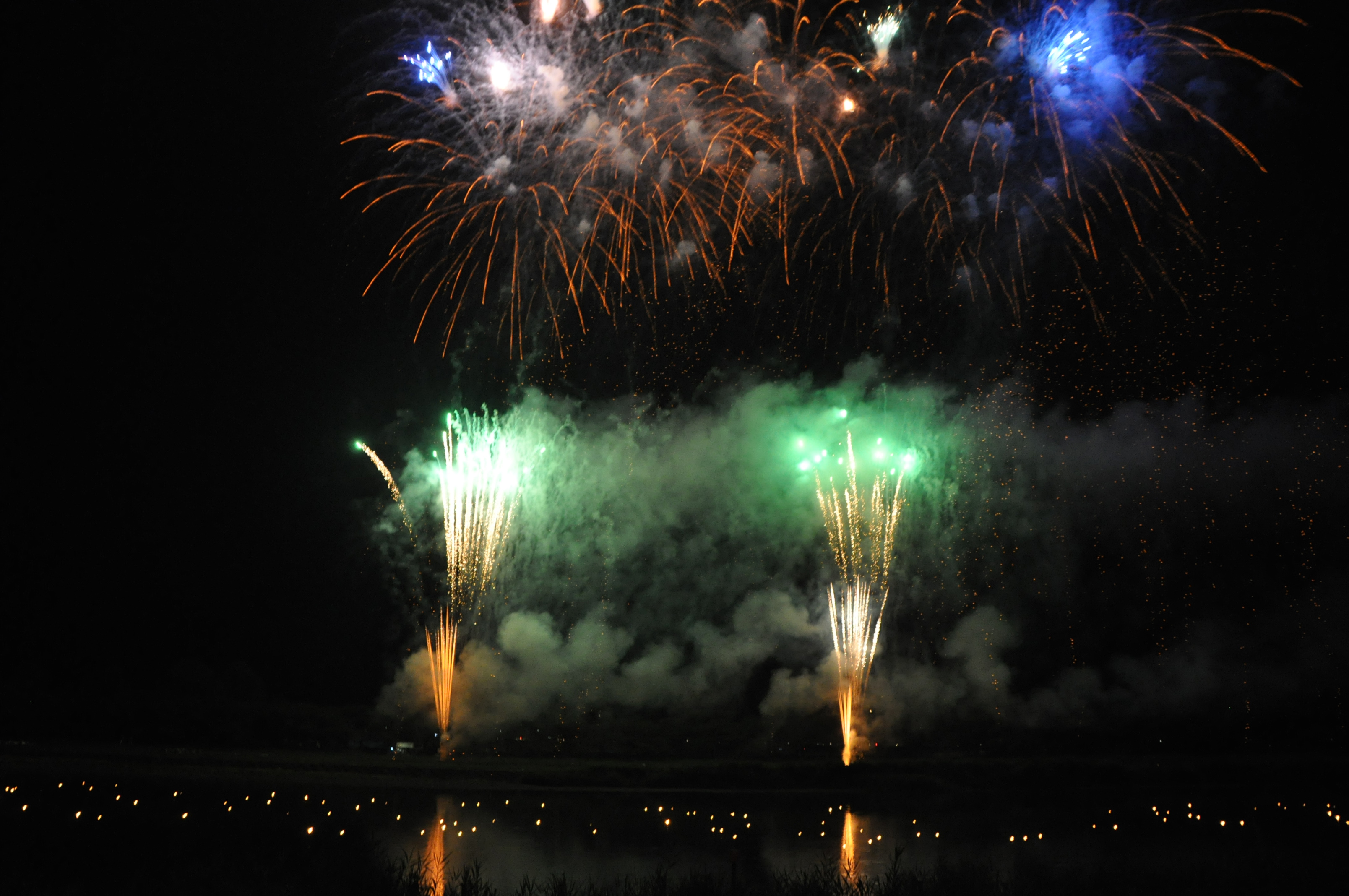
トロッコ（灯篭）が静かに流れる北上川の対岸で打ち上げる花火を音楽と共に観賞

北上・みちのく芸能まつり（きたかみ・みちのくげいのうまつり）は、岩手県北上市において毎年8月の第1土曜日から3日間実施される祭り。「東北六大まつり」の1つとされる場合がある。

## 概要
北上市周辺に伝わる伝統芸能である鬼剣舞を中心に、神楽、鹿踊り、虎舞など100組を超す団体が出演し市内各所で演舞を披露する。メイン会場はJR北上駅西口周辺のおまつり広場。
初日には市民による盆踊りパレード、2日目にはみこし、民俗芸能パレードや鬼剣舞大群舞、3日目にはトロッコ（灯籠）流しと花火大会が催される。

## 沿革
高度経済成長期の1962年（昭和37年）8月16日に北上商業高（現・専大北上高）の校庭にて開催された「みちのく郷土芸能まつり」を第1回とする。1964年（昭和39年）の第3回より、同年5月3日に落成した北上市民会館（2003年5月31日閉館）に会場を移し、翌年の第4回より県外の団体の出演も受け入れて昼夜2回公演となった。
1968年（昭和43年）の第7回より前夜祭を開催したが、観光入込客数は1万人そこそこだった。1969年（昭和44年）の第8回より8月15日・16日の2日間の開催に変更し、会場を4つにするなど規模を拡大、また、事前PR映画を制作してマスコミで宣伝したところ、2日間で約10万人を集めた。
その後も10万人を大きく超える観光入込客数が継続されたため、1971年（昭和46年）の第10回より正式に「東北五大まつり」と名乗るようになった。1974年（昭和49年）に国鉄が「東北六大祭」の1つに指定した。なお、東北六県の県庁所在地の代表的な夏祭りが参加している東北六魂祭（2011年～2016年）や東北絆まつり（2017年～）に盛岡さんさ踊りは岩手県の県庁所在地である盛岡市を代表して参加しているが、盛岡さんさ踊りが祭りとして第1回を開催したのは1978年（昭和53年）であるため、当祭が「東北五大まつり」あるいは「東北六大祭」を称し始めた頃には存在していなかった。
1975年（昭和50年）の第14回より現称の「北上・みちのく芸能まつり」になった。
1982年（昭和57年）6月23日の東北新幹線・北上駅開業を機に、同年の第21回より夜型のまつりに衣替えし、また8月14日から16日までの3日間の日程に変更した。1983年（昭和58年）の第22回からは他の東北の夏祭りとの周遊がし易い8月7日から9日の3日間の日程に変更した。
1988年（昭和63年）の第27回では、初めて海外の団体（中華人民共和国雲南省の少数民族の舞踊団）が出演した（その後も大韓民国やインドネシア等からも招致した）。
2000年（平成12年）の第39回および2001年（平成13年）の第40回にはイベント放送局（前者の呼出符号はJOYZ2AI-FM、後者のそれはJOYZ2AJ-FM）を開局し、FMで花火の実況中継を行った。
2004年（平成16年）の第43回より、閉館した北上市民会館に替わってオープンした北上市文化交流センター さくらホール（2003年11月27日開館）を会場の1つとした。2006年（平成18年）の第45回より、開催日程を日にち固定から8月第1土曜日から3日間へと変更した。
2010年（平成22年）以降毎年、当祭とは別に「秋の子どもみちのく芸能まつり」を11月に開催している。これは、文化庁の平成22年度「地域伝統文化総合活性化事業」に採択された北上市文化財活性化プランによって始まったもので、その後も同様の補助金を得てさくらホールにて開催している。